# Liselott Linsenhoff
Pour les articles homonymes, voir Linsenhoff.
Liselott Linsenhoff, née le 27 août 1927 à Francfort-sur-le-Main et morte le 4 août 1999 à Antibes, est une cavalière allemande de dressage. Plusieurs fois médaillée aux championnats d'Europe, aux championnats du monde et aux Jeux olympiques, elle est la première femme de l'histoire à remporter le titre olympique dans la discipline.
Elle est la mère de la cavalière Ann-Kathrin Linsenhoff.

## Biographie
Liselott Linsenhoff participe aux Jeux olympiques d'été de 1956 à Stockholm et se classe troisième de l'épreuve individuelle de dressage sur le cheval Adular; elle fait partie de l'équipe allemande de dressage médaillée d'argent.
Aux Jeux olympiques d'été de 1968 à Mexico sur sa monture Piaff, elle est sacrée championne olympique en dressage par équipe et termine huitième de l'épreuve individuelle,.
Toujours avec Piaff aux Jeux olympiques d'été de 1972 à Munich, elle gagne la médaille d'or en dressage individuel et la médaille d'argent par équipe. Elle devient ainsi la première femme à remporter le titre olympique en individuel dans la discipline,,.
Elle est la mère de la cavalière Ann-Kathrin Linsenhoff, qui a fait partie de l'équipe ouest-allemande médaillée d'or aux Jeux olympiques d'été de 1988.

## Palmarès
- 1956 : Médaille de bronze en individuel et médaille d'argent par équipe en dressage avec Adular lors des Jeux olympiques d'été de 1956 à Stockholm (Suède)[6]
- 1968 : Médaille d'or par équipe en dressage avec Piaff lors des Jeux olympiques d'été de 1968 à Mexico (Mexique)[7]
- 1969 : Médaille d'or en individuel et par équipe aux championnats d'Europe de dressage[2].
- 1970 : Médaille d'argent en individuel aux Championnats du monde de dressage[2]
- 1971 : Médaille d'or en individuel et par équipe aux championnats d'Europe de dressage[2]
- 1972 : Médaille d'or en individuel et médaille d'argent par équipe en dressage avec Piaff lors des Jeux olympiques d'été de 1972 à Munich (Allemagne)[7]
- 1973 : Médaille d'or par équipe aux championnats d'Europe de dressage[2]
- 1974 : Médaille d'or par équipe et médaille d'argent en individuel aux Championnats du monde de dressage[2]